# ایمست

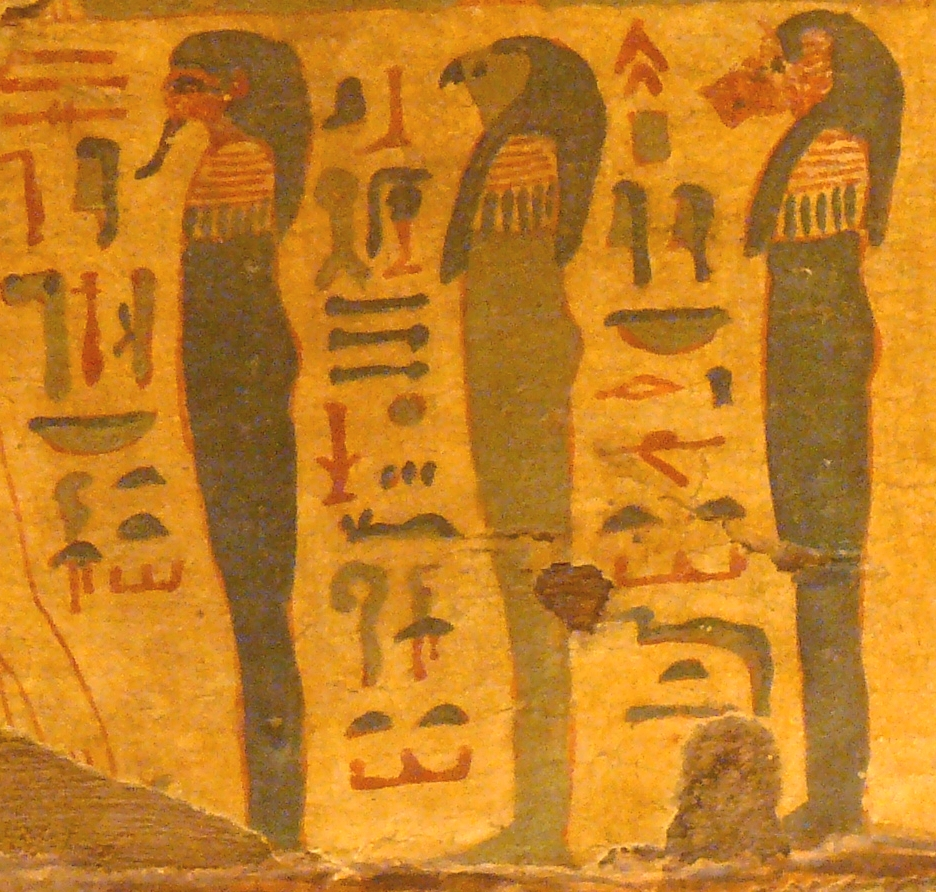
سه تا از چهار فرزند حوروس که اولی ایمستی است.

ایمست (به انگلیسی: imset) در اساطیر مصر (همچنین ترانویسی ایمستی، امست، امستی، مِستی و مِستا) ایزد مراسم تشییع جنازه است، او یکی از چهار فرزند حوروس است و بر خلاف برادرانش، ایمستی با هر حیوانی در ارتباط نیست و همیشه به عنوان انسان به تصویر کشیده شده‌است. ایزیس محافظ او است، و خود را حامی جهت جنوب در نظر گرفته‌است.